# Браун, Вернер фон
Вернер Магнус Максимилиан фрайхерр фон Браун (нем. Wernher Magnus Maximilian Freiherr von Braun; 23 марта 1912, Вирзиц, провинция Позен, Пруссия, Германская империя — 16 июня 1977, Александрия, Виргиния, США) — германский, а с 1955 года — американский конструктор ракетно-космической техники, один из основоположников современного ракетостроения, создатель первых баллистических ракет. Член НСДАП с 1937 года, штурмбаннфюрер СС (1943—1945). В США считается отцом американской космической программы.

## Ранние годы

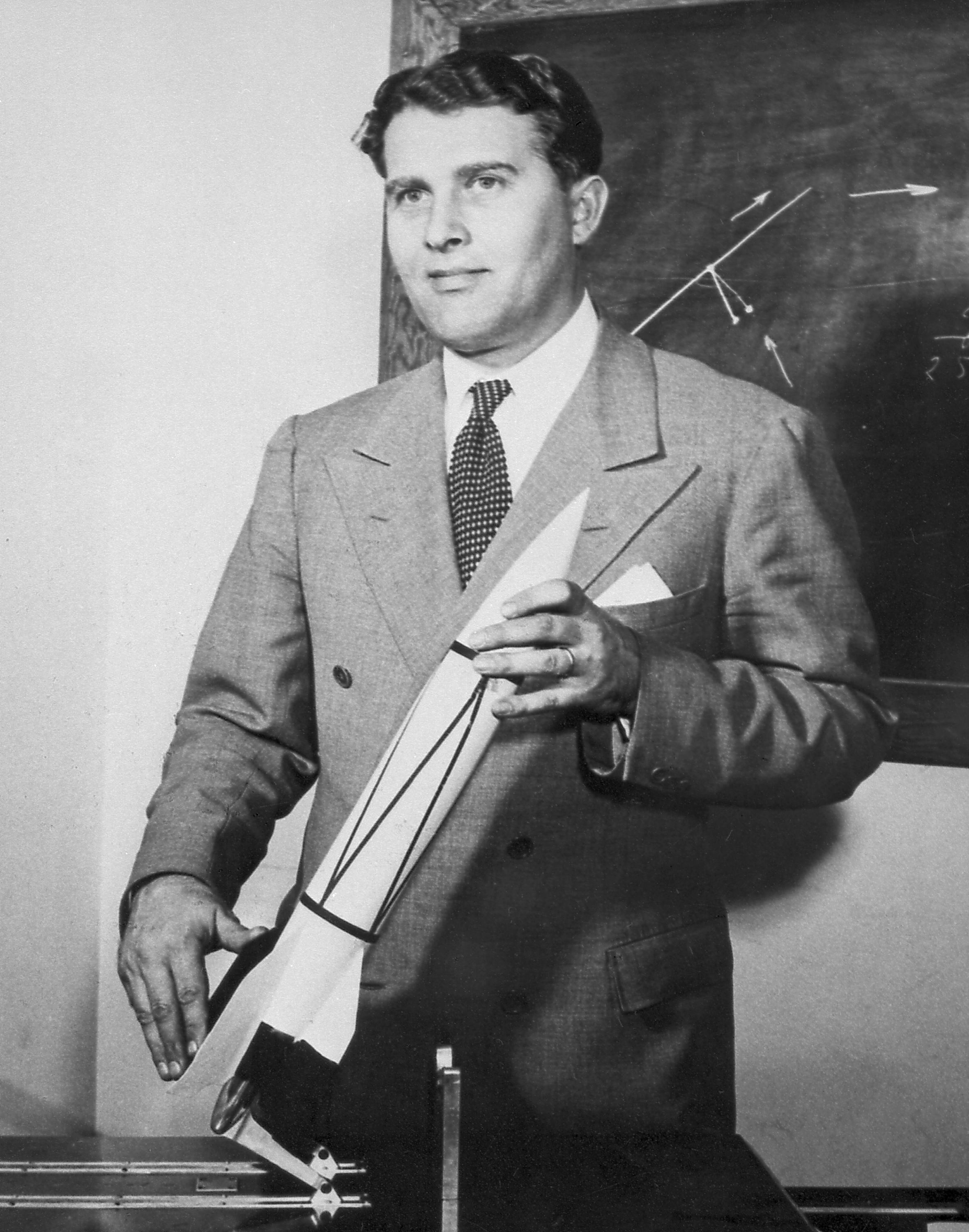
Вернер фон Браун держит в руках модель Фау-2

Вернер фон Браун родился в городе Вирзиц (провинция Позен) Германской империи (ныне — Выжиск в Польше). Он был вторым из трёх сыновей в семье, принадлежавшей к аристократическому роду, и унаследовал титул «фрайхерр» (соответствует баронскому). Его отец, Магнус фон Браун (1878—1972), был министром продовольствия и сельского хозяйства в правительстве Веймарской республики. У его матери, Эмми фон Квисторп (1886—1959), обе линии предков восходили к королевским семьям. У Вернера был младший брат, которого также назвали Магнус фон Браун. На конфирмацию мать подарила будущему ракетостроителю телескоп, что дало толчок его увлечению астрономией.
После Первой мировой войны Вирзиц был передан Польше, а семья фон Брауна, подобно многим другим немецким семьям, выехала в Германию. Фон Брауны осели в Берлине, где 12-летний Вернер, вдохновлённый рекордами скорости Макса Валье и Фрица фон Опеля, осуществлёнными на автомобилях с ракетными двигателями, вызвал большое смятение на переполненной улице, взорвав игрушечный автомобиль, к которому прикрепил множество петард. Маленького изобретателя забрали в полицию и держали там, пока его отец не пришёл за ним в участок.
Фон Браун был музыкантом-любителем, получил соответствующее образование, мог по памяти играть произведения Баха и Бетховена. Он с раннего возраста научился играть на скрипке и фортепиано и первоначально мечтал стать композитором. Он брал уроки у Пауля Хиндемита, знаменитого немецкого композитора. Сохранилось несколько юношеских сочинений фон Брауна, и все они напоминают произведения Хиндемита.
В 1919—1920 годах учился в Гумбинненской Фридрихшуле (ныне Гусевский агропромышленный лицей), его отец был в это время президентом Гумбинненского правительства. С 1925 года фон Браун посещал школу-интернат в замке Эттерсбург, неподалёку от Веймара, где у него не было хороших отметок по физике и математике. В 1928 году родители перевели его в интернат имени Германа Литца на острове Шпикерог в Восточной Фризии. Здесь он добыл экземпляр книги «Ракета для межпланетного пространства» Германа Оберта. Фон Браун и прежде был очарован идеей космических полётов, а теперь он стал целенаправленно заниматься физикой и математикой, чтобы конструировать ракеты.
В 1930 году фон Браун поступил в Берлинскую высшую техническую школу (ныне Берлинский технический университет), где присоединился к группе «Verein für Raumschiffahrt» («VfR», «Общество космических путешествий») и помогал Вилли Лею в испытании жидкостного ракетного двигателя вместе с Германом Обертом. Получив диплом в 1932 году, фон Браун позднее учился в Берлинском университете Фридриха Вильгельма и в Швейцарской высшей технической школе Цюриха. Хотя всю свою жизнь он занимался в основном ракетным оружием, он продолжал мечтать о полётах в космос.
В начале 1930-х фон Браун посетил презентацию, устроенную Огюстом Пикаром, который в то время был пионером полётов в стратосферу. После выступления Пикара молодой студент подошёл к нему и заявил: «Знаете, я планирую когда-нибудь отправиться в полёт на Луну».
На фон Брауна оказал большое влияние Герман Оберт, про которого немецкий ракетостроитель сказал:

«Герман Оберт был первым, кто, подумав о возможности создания космических кораблей, взял в руки логарифмическую линейку и представил математически обоснованные идеи и конструкции… Лично я вижу в нём не только путеводную звезду моей жизни, но также и обязан ему своими первыми контактами с теоретическими и практическими вопросами ракетостроения и космических полётов. В истории науки и технологии за его революционный вклад в области астронавтики ему должно быть отведено почётное место».

В октябре 1932 года, закончив Берлинскую высшую техническую школу, фон Браун был взят на работу в экспериментальную лабораторию по практическому созданию жидкостных реактивных двигателей для баллистических ракет под руководством капитана Вальтера Дорнбергера, созданную в 1931 году в Кумерсдорфе в окрестностях Берлина. Вскоре фон Браун стал ведущим конструктором ракет и первым помощником Дорнбергера.

## Участие в разработке ракетной техники в нацистской Германии

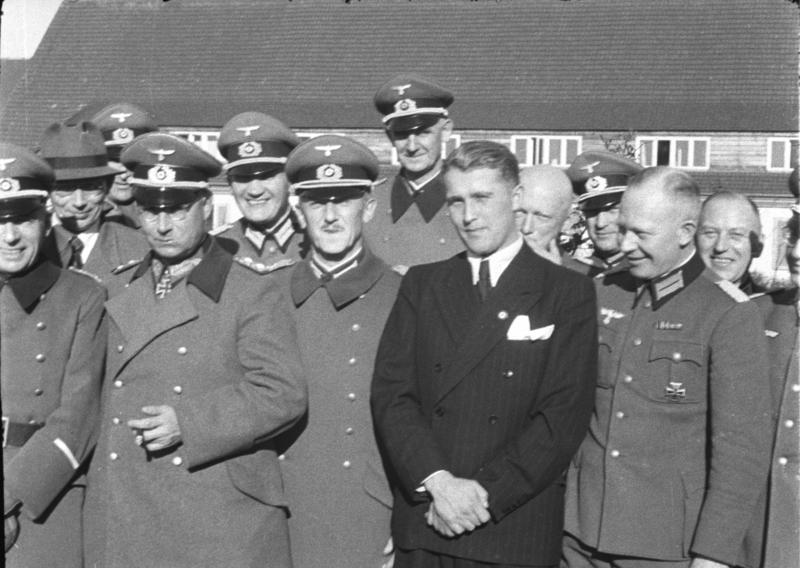
Вернер фон Браун. Рядом, слева направо, генералы вермахта Дорнбергер, Ольбрихт, Лееб. Пенемюнде, февраль 1941.

Вернер фон Браун работал над своей диссертацией, когда в 1933 году к власти пришёл Гитлер и его НСДАП. Ракетные разработки сразу же привлекли внимание новой власти. 25 июля 1934 года Берлинским университетом фон Брауну была присвоена степень доктора физических наук (ракетостроение) за работу, озаглавленную «Об опытах по горению»; его куратором был немецкий физик Эрих Шуман. Но это была только открытая часть его труда; полная диссертация, датированная 16 апреля 1934 года, называлась «Конструктивные, теоретические и экспериментальные подходы к проблеме создания ракеты на жидком топливе». Она была засекречена по требованию армии и не публиковалась до 1960 года.

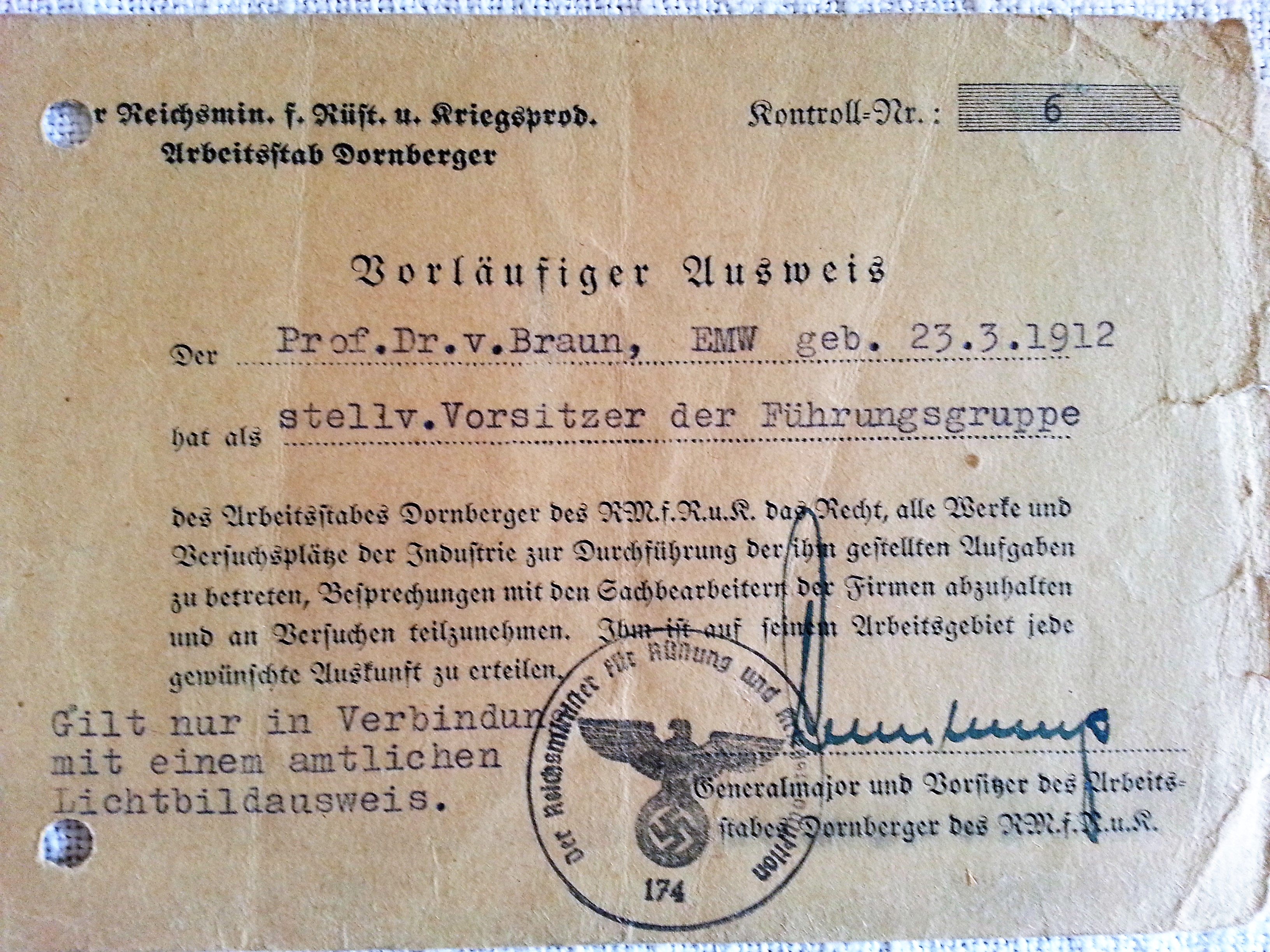
Пропуск Вернера фон Брауна на полигон Пенемюнде за подписью генерал-майора Вальтера Дорнбергера.

В то время в Германии проявляли интерес к разработкам американского физика-ракетчика Роберта Годдарда. До 1939 года немецкие учёные эпизодически связывались с Годдардом напрямую для обсуждения технических вопросов. Вернер фон Браун использовал схемы Годдарда, публиковавшиеся в разных журналах, — в частности, при разработке серии ракет Aggregat (A). Одна из них, ракета A-4, более известна как Фау-2. В 1963 году фон Браун, размышляя над историей ракетной техники, так отозвался о работе Годдарда: «Его ракеты… по сегодняшним меркам могли показаться весьма примитивными, но они оставили заметный след и уже имели многие элементы, которые используются в самых современных ракетах и космических кораблях».
В 1944 году, незадолго до того, как нацисты начали обстреливать Англию при помощи «Фау-2», Годдард подтвердил, что фон Браун воспользовался его работами. 13 июня 1944 года в ходе испытаний одна из ракет в результате ошибки оператора изменила траекторию и взорвалась в воздухе над юго-западной частью Швеции. Через полтора месяца англичане обменяли собранные обломки упавшей ракеты на несколько передвижных радиолокаторов. Полученные обломки были переправлены в США, в лабораторию в Аннаполисе, где Годдард проводил исследования для ВМФ США. Годдард опознал детали ракеты, разработчиком которых он являлся.
С приходом национал-социалистов к власти в Германии всеми ракетными разработками было разрешено заниматься исключительно военным. В декабре 1934 года группой фон Брауна был осуществлён запуск на высоту более 2000 м двух ракет на ЖРД. Запуск производился с острова Боркум, поскольку полигон Кумерсдорф был уже мал для реальных пусков. В 1936 году началось строительство ракетного центра (нем. Heeresversuchsanstalt Peenemünde) в районе рыбацкой деревушки Пенемюнде на острове Узедом возле балтийского побережья. Вальтер Дорнбергер стал его военным руководителем, а фон Браун — техническим директором. Ракетные стрельбы из этого района можно было производить на дальность около 300 км в северо-восточном направлении, при этом траектория полёта проходила над морем.
В сотрудничестве с люфтваффе центр в Пенемюнде разрабатывал ракетные двигатели на жидком топливе, а также реактивные ускорители взлёта для самолётов. Там создали сверхзвуковую зенитную ракету «Вассерфаль» и баллистическую ракету дальнего радиуса Фау-2 (A-4), применявшуюся для обстрела городов Франции, Великобритании, Голландии и Бельгии.

### «Фау-2»
Согласно техническому заданию вермахта, Дорнбергеру и фон Брауну предстояло разработать ракету со стартовой массой 12 тонн, которая должна была доставить заряд весом 1 т на расстояние 300 км. После ряда неудач лишь в октябре 1942 года удалось добиться того, что ракета А-4 пролетела почти 200 км. С этого момента работы шли всё более удачно. Летом 1943 года специальной комиссии были продемонстрированы пуски двух ракет А-4, точно поразивших условные цели. Это произвело огромное впечатление на рейхсминистра вооружений и боеприпасов Альберта Шпеера и главнокомандующего ВМФ гросс-адмирала Деница, которые поверили в возможность поставить на колени правительство Великобритании при помощи этого нового «чудо-оружия».
Ещё 22 декабря 1942 года Адольф Гитлер подписал приказ о развёртывании массового производства ракеты А-4 и её компонентов в Пенемюнде и на заводах «Цеппелин». 7 июля 1943 года Дорнбергер, фон Браун и начальник полигона Штейнгоф выступили с докладом об испытании «оружия возмездия» в ставке Гитлера «Вольфшанц» в Восточной Пруссии. Гитлер пришёл в восторг и вскоре лично присвоил фон Брауну звание профессора. Руководство полигона добилось получения вне очереди необходимых материалов и квалифицированных кадров для массового производства ракет на заводах в Пенемюнде, Винер-Нойштатте и Фридрихсхафене.
С января 1944 года до начала ракетных обстрелов Лондона было произведено более 1500 ракет. Первая боевая ракета A-4, в целях пропаганды переименованная в V-2 (Vergeltungswaffe 2 — «Оружие возмездия 2»), была выпущена по Великобритании 7 сентября 1944 года.
За семь месяцев применения «Фау-2» по городам Англии и Бельгии было выпущено около 4300 ракет. Из них по Англии было произведено 1402 пуска, из которых только 75 % достигли её территории, а на Лондон упало всего 517 ракет. Потери составили 9277 человек, включая 2754 убитых и 6523 раненых. Планировавшегося массового нанесения ракетных ударов, однако, немецкому командованию так и не удалось добиться. Возможности «оружия возмездия», которое, как рассчитывали в гитлеровском руководстве, должно было вызвать у противника ужас и панику, оказались переоценены. Ракетное оружие не смогло ни изменить ход войны в пользу Третьего рейха, ни предотвратить его крах.

## Эксперименты с реактивными самолётами

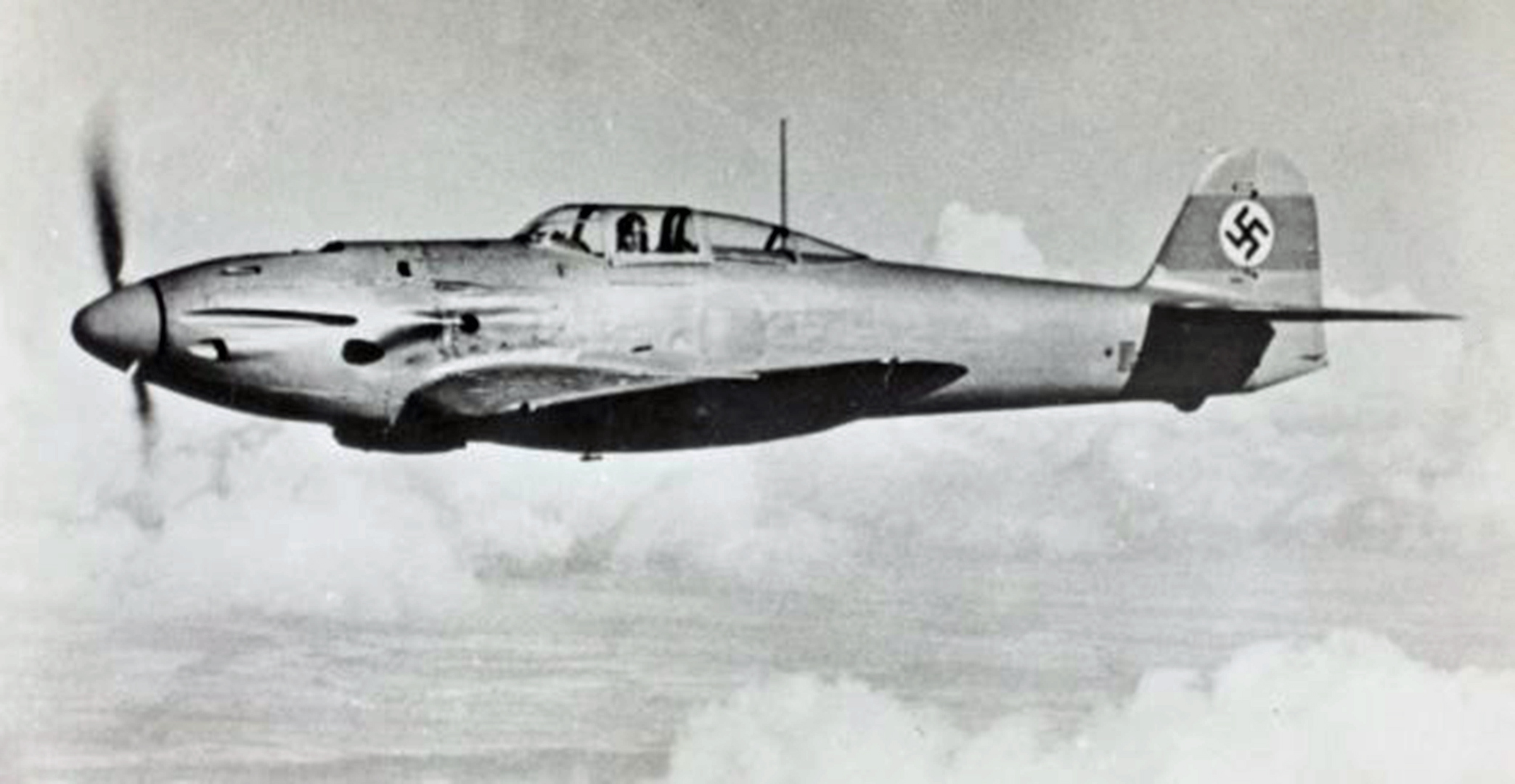
Стандартный истребитель Heinkel He 112

В 1936 году ракетная команда фон Брауна на полигоне в Куммерсдорфе исследовала возможность установки жидкостного реактивного двигателя на самолёт. Эрнст Хейнкель горячо поддерживал эти работы и предоставил для экспериментов сначала Heinkel He 72, а позднее — два истребителя He 112. В конце 1936 года Рейхсминистерство авиации направило в помощь Вернеру фон Брауну и Эрнсту Хейнкелю лётчика-испытателя Эриха Варзица. Во-первых, Варзиц в то время был одним из самых опытных лётчиков-испытателей; во-вторых, он обладал уникальным багажом технических знаний. После того, как Браун ознакомил Варзица с работой двигателя на испытательном стенде на земле, показал аналогичный двигатель, установленный на самолёт, он спросил:

«Станете ли вы работать с нами и испытывать реактивный двигатель в воздухе? Тогда, Варзиц, вы станете знаменитым. А позднее мы полетим на Луну — с вами у штурвала!»

В июне 1937 года в Нойхарденберге (большое поле в 70 км к востоку от Берлина, зарезервированное в качестве запасного аэродрома на случай войны) в опытный полёт отправился один из He 112. Взлёт происходил на поршневом двигателе, в воздухе Эрих Варзиц глушил мотор и продолжал полёт на ракетном двигателе фон Брауна. Несмотря на то, что самолёт сел «на брюхо» и фюзеляж загорелся, было официально доказано, что самолёт может удовлетворительно летать с толкающим движителем, расположенным сзади.
Проводившиеся в то же время эксперименты Гельмута Вальтера с ракетами на пероксиде водорода привели к созданию лёгких и простых реактивных двигателей Вальтера, удобных и для установки на самолёт. Фирме Гельмута Вальтера в Киле рейхсминистерство авиации также поручило создать ракетный двигатель для He 112. И в Нойхарденберге испытания прошли два разных ракетных двигателя: двигатель фон Брауна на этиловом спирте и жидком кислороде и двигатель Вальтера на пероксиде водорода и перманганате кальция  в качестве катализатора. В двигателе фон Брауна реактивная струя создавалась в результате непосредственного сжигания топлива, а в двигателе Вальтера использовалась химическая реакция, при которой возникал раскалённый пар. Оба двигателя создавали тягу и обеспечивали высокую скорость. Последующие полёты на He 112 происходили на двигателе Вальтера. Он был более надёжным, проще в управлении и представлял меньшую опасность как для лётчика, так и для самолёта.

## Фон Браун в НСДАП и СС
В 1937 году фон Браун вступил в НСДАП. В документе военной администрации американской зоны оккупации Германии (англ. Office of Military Government, United States), датированном 23 апреля 1947 года, утверждается, что фон Браун 1 мая 1937 года вступил в национал-социалистическую партию, а с мая 1940 года до самого конца войны был офицером СС.
После войны, объясняя, почему он стал членом НСДАП, фон Браун писал:
«От меня официально потребовали вступить в национал-социалистическую партию. В то время (1937 год) я уже был техническим директором военного ракетного центра в Пенемюнде… Мой отказ вступить в партию означал бы, что я должен отказаться от дела всей моей жизни. Поэтому я решил вступить. Моё членство в партии не означало для меня участия в какой-либо политической деятельности… Весной 1940 года ко мне в Пенемюнде приехал штандартенфюрер СС Мюллер и сообщил мне, что рейхсфюрер СС Генрих Гиммлер прислал его с приказом убедить меня вступить в СС. Я немедленно позвонил своему военному начальнику… генерал-майору В. Дорнбергеру. Он мне ответил, что… если я желаю продолжить нашу совместную работу, то у меня нет другого выбора, кроме как согласиться».
Это утверждение фон Брауна оспаривается некоторыми биографами, потому что в 1940 году Ваффен-СС ещё не проявляли никакого интереса к работам, проводившимся в Пенемюнде. Также оспаривается утверждение, что людей с положением фон Брауна подталкивали к вступлению в НСДАП и СС. Комментируя своё фото, где он позирует в форме СС сзади Гиммлера, Браун говорил, что надел форму только для того случая. Однако в 2002 году бывший офицер СС в Пенемюнде Эрнст Кютбах рассказал Би-би-Си, что фон Браун регулярно появлялся на официальных мероприятиях в эсэсовской форме. Вначале фон Браун получил чин унтерштурмфюрера, впоследствии Гиммлер три раза повышал его в звании. В июне 1943 года он стал штурмбаннфюрером СС. Фон Браун заявлял, что это было автоматическим повышением, уведомление о котором он получал каждый год по почте.

## Использование рабского труда
Генерал СС Ганс Каммлер, который в качестве инженера принимал участие в проектировании нескольких концентрационных лагерей, включая Освенцим, предложил использовать на строительстве ракет принудительный труд заключённых концлагерей. В апреле 1943 года Артур Рудольф, главный инженер завода по производству Фау-2 в Пенемюнде, поддержал эту идею в связи с нехваткой рабочей силы. Впоследствии было подсчитано, что при строительстве ракет Фау-2 умерло больше людей, чем погибло от применения этой ракеты в качестве оружия. Фон Браун признавался, что много раз посещал секретный подземный завод Миттельверк и называл условия работы на заводе «отвратительными», но утверждал, что он никогда не становился свидетелем каких-либо смертей или избиений. Фон Браун утверждал, что он сам не посещал концлагерь Дора-Миттельбау, в котором 20 тысяч человек умерли от болезней, побоев, непосильных условий труда или были казнены.
15 августа 1944 года фон Браун написал письмо Альбину Саватцки (Albin Sawatzki), руководившему производством V-2, в котором соглашался лично отобрать работников из концлагеря Бухенвальд. Как он якобы признал в некоем интервью 25 лет спустя, эти люди находились в «ужасном состоянии».
В книге «Вернер фон Браун: рыцарь космоса» (англ. Wernher von Braun: Crusader for Space) фон Браун неоднократно утверждает, что он был в курсе условий жизни работников, но чувствовал себя абсолютно неспособным изменить их. Его друг приводит слова фон Брауна после посещения Миттельверка:

Это было жутко. Моим первым побуждением было поговорить с одним из охранников СС, на что я услышал резкий ответ, что мне надлежит заниматься своим делом, или я рискую оказаться в такой же полосатой тюремной робе!… Я понял, что любая попытка сослаться на принципы гуманности будет совершенно бесполезной.
— стр. 44 английского издания
Когда участника команды фон Брауна Конрада Данненберга в интервью «The Huntsville Times» спросили, мог ли фон Браун протестовать против ужасных условий содержания подневольных работников, он ответил: «Если бы он это сделал, то, я думаю, его могли расстрелять на месте».
Фон Брауна обвиняли в том, что он принимал участие в бесчеловечном обращении с заключёнными. Ги Моран (Guy Morand), французский участник Сопротивления, бывший пленником в концлагере Дора, в 1995 году засвидетельствовал, что после явной попытки саботажа:

Даже не выслушав мои объяснения, (фон Браун) приказал Майстеру (Meister) дать мне 25 ударов… Затем, решив, что удары не были достаточно сильны, он приказал, чтобы меня выпороли более жестоко… фон Браун приказал перевести мне, что я заслуживаю худшего, что на самом деле я заслужил, чтобы меня повесили… Я считаю, что его жестокость, жертвой которой я стал лично, стала красноречивым свидетельством его нацистского фанатизма. — Biddle, Wayne. Dark Side of the Moon (W.W. Norton, 2009) pp. 124-125.
Другой французский заключённый Робер Казабон (Robert Cazabonne) утверждал, что был свидетелем того, как фон Браун стоял и смотрел, как заключённых вешали на цепях подъёмников. Сам Браун заявлял, что он «никогда не видел никакого жестокого обращения или убийств» и что до него лишь «доходили слухи…, что некоторые из заключённых были повешены в подземных галереях».

## Арест и освобождение при нацистах
По данным французского историка Андре Селье, прошедшего через концлагерь Дора-Миттельбау, в феврале 1944 года Генрих Гиммлер принял фон Брауна в своей штаб-квартире Гохвальд в Восточной Пруссии. Желая усилить свои позиции в иерархии нацистской власти, Гиммлер попытался при помощи Ганса Каммлера взять в свои руки контроль над всеми немецкими программами вооружений, включая разработку «Фау-2» в Пенемюнде. Гиммлер поэтому рекомендовал фон Брауну более тесно сотрудничать с Каммлером в решении проблем «Фау-2». Однако, как утверждал сам фон Браун, он ответил, что проблемы с Фау-2 чисто технические и он сможет их решить с помощью Дорнбергера.
По всей видимости, фон Браун с октября 1943 года состоял под надзором СД. Однажды от неё был получен отчёт о том, что фон Браун и его коллеги Клаус Ридель и Гельмут Греттруп в разговоре между собой проявили «пораженческие настроения». Учитывая ложные обвинения Гиммлера в том, что фон Браун якобы симпатизирует коммунистам и саботирует программу «Фау-2», а также принимая во внимание, что фон Браун имел диплом лётчика, регулярно летал на предоставленном государством самолёте и, следовательно, мог попытаться бежать в Англию, всё это привело к аресту фон Брауна гестапо.
Не ожидавший ничего плохого, фон Браун был арестован 14 или 15 марта 1944 года и доставлен в тюрьму гестапо в Штеттине. Там он провёл две недели, не зная, в чём его обвиняют. Только с помощью абвера в Берлине Дорнбергер сумел добиться условного освобождения фон Брауна, а Альберт Шпеер, рейхсминистр вооружений и военной промышленности, убедил Гитлера восстановить фон Брауна в должности, чтобы программа «Фау-2» могла продолжаться. Шпеер, цитируя в своих мемуарах «Führerprotokoll» (протоколы заседаний Гитлера) от 13 мая 1944 года, пишет, что Гитлер сказал в заключение беседы: «Что касается Б., я вам гарантирую, что он будет освобождён от преследования до тех пор, пока он будет вам необходим, несмотря на общие затруднения, которые могут последовать».

## Сдача в плен американцам

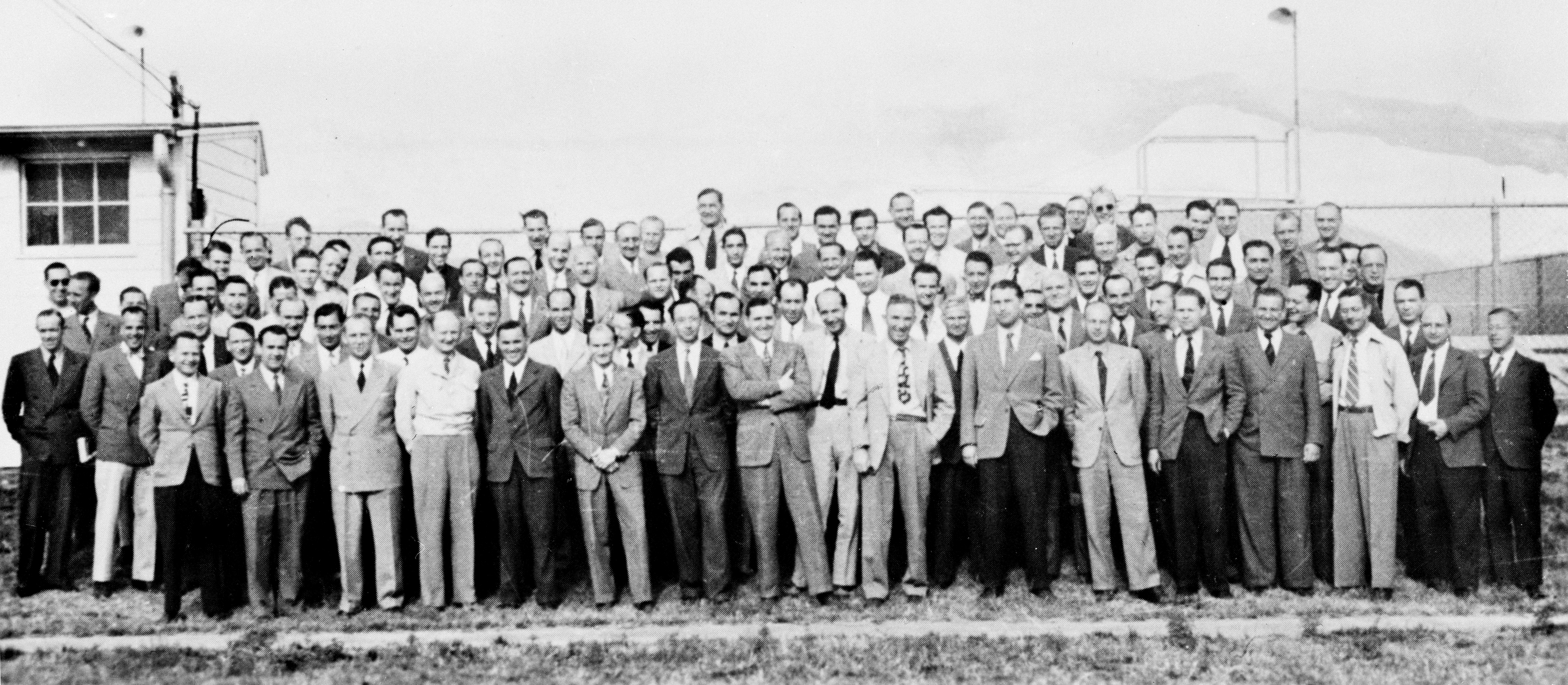
Участники операции «Скрепка» по эвакуации немецких учёных и конструкторов из разгромленного Третьего рейха в США. Вернер фон Браун — 7-й справа в 1-м ряду.

Весной 1945 года Красная армия была уже в 160 км от Пенемюнде, когда фон Браун собрал свою команду разработчиков и предложил им определиться, как и кому им всем следует сдаться в плен. Опасаясь репрессий Красной армии по отношению к пленным, фон Браун и его сотрудники решили попытаться сдаться в плен американцам. Каммлер приказал команде фон Брауна переехать в центр Германии. Одновременно был получен противоречащий этому распоряжению приказ армейского командования — присоединиться к армейским частям и сражаться. Рассудив, что приказ Каммлера повышает шансы на сдачу в плен американцам, фон Браун подделал документы и отправил 500 членов своей команды в район Миттельверка, где они продолжили свою работу. Опасаясь, что его чертежи и документация будут уничтожены СС, фон Браун приказал спрятать копии в заброшенном стволе шахты в горном массиве Гарц.

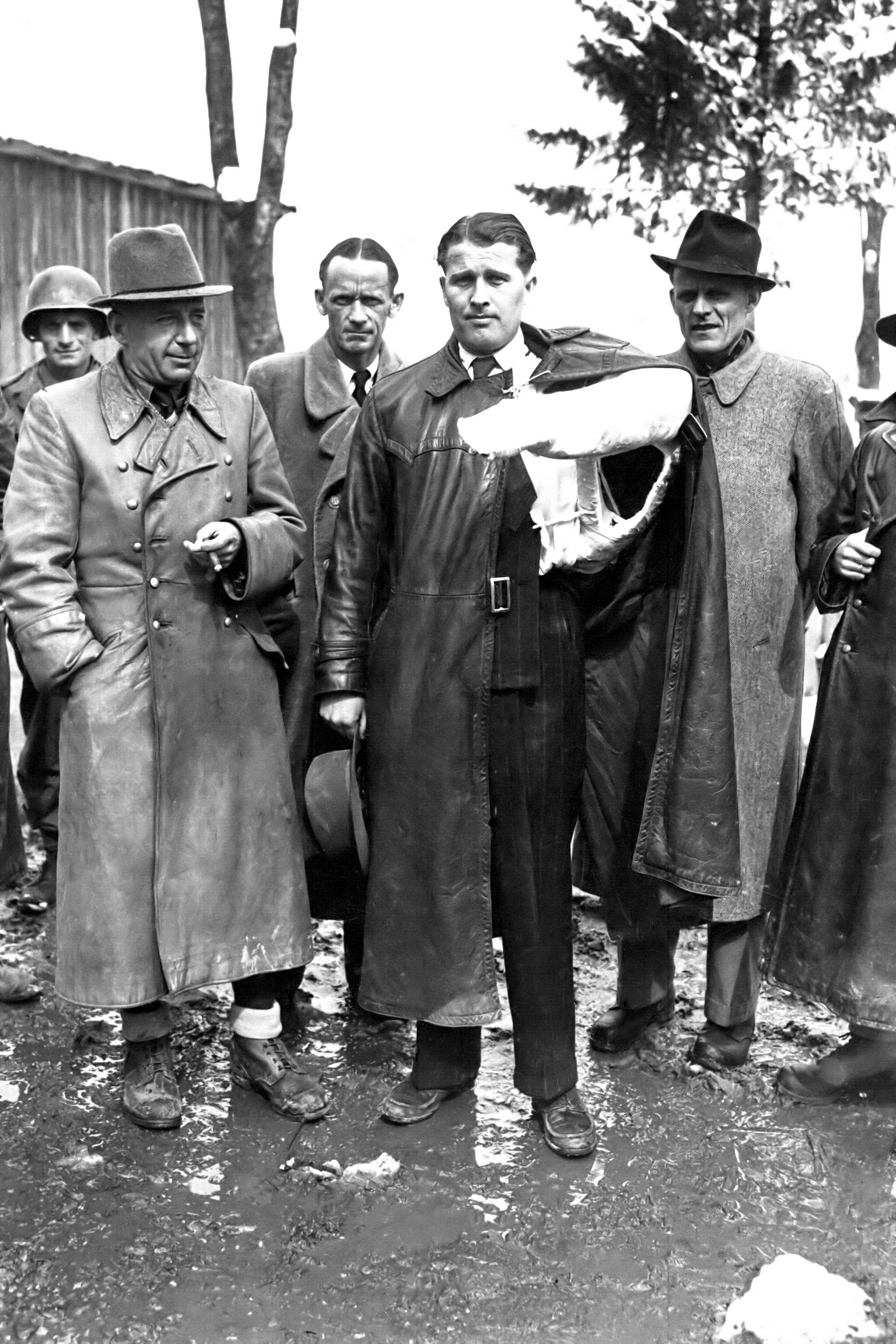
В. фон Браун после сдачи в плен союзникам в мае 1945 года. Слева — Дорнбергер.

В марте, находясь в деловой поездке, фон Браун попал в аварию и сломал левую руку и плечо. Перелом оказался осложнённым, но фон Браун настоял на том, чтобы ему наложили гипсовую повязку и он смог бы покинуть больницу. Конструктор, однако, недооценил риск, кость стала сращиваться неправильно, и месяц спустя ему пришлось вернуться в больницу, где ему снова сломали кость и наложили повязку заново.
В апреле войска союзников проникли достаточно глубоко в Германию. Каммлер приказал научной команде отправиться на поезде в Обераммергау в Баварских Альпах. Здесь они находились под тщательной охраной СС, которой было приказано ликвидировать всех ракетчиков при угрозе попадания их к врагу. Однако фон Браун сумел убедить майора СС Куммера рассредоточить группу по ближайшим деревням, якобы для того, чтобы они не стали лёгкой мишенью для американских бомбардировщиков.
2 мая, столкнувшись с американскими солдатами, брат Вернера и по совместительству его коллега инженер-ракетчик Магнус заявил им на ломаном английском: «Меня зовут Магнус фон Браун. Мой брат изобрёл „Фау-2“. Мы хотим сдаться». После пленения фон Браун заявил прессе:

«Мы знаем, что мы создали новое средство ведения войны, и теперь моральный выбор — какой нации, какому победившему народу мы хотим доверить наше детище, — стоит перед нами острее, чем когда-либо прежде. Мы хотим, чтобы мир не оказался вовлечённым в конфликт, подобный тому, через который только что прошла Германия. Мы полагаем, что только передав такое оружие тем людям, которых наставляет на путь Библия, мы можем быть уверены, что мир защищён наилучшим образом».

Высшие чины командования США хорошо знали, сколь ценная добыча попала в их руки: фамилия фон Брауна возглавляла «Чёрный список» — кодовое наименование перечня немецких учёных и инженеров из числа тех, кого американские военные эксперты хотели бы допросить как можно скорее. 19 июля, за два дня до передачи этой территории в зону советской оккупации, майор американской армии Роберт Б. Стэвер, начальник секции реактивного движения Исследовательской и разведывательной службы Артиллерийского корпуса армии США в Лондоне и подполковник Р. Л. Уильямс доставили фон Брауна и руководителей его отделов из Гармиша в Мюнхен. Затем группу перевезли по воздуху в Нордхаузен, а на следующий день — на 60 км юго-западнее, в городок Витценхаузен, находившийся в американской зоне оккупации. Фон Браун ненадолго задержался в центре допросов «Дастбин» (англ. Dustbin, «Мусорный ящик»), где представителей элиты Третьего рейха в области экономики, науки и техники допрашивали английские и американские разведслужбы. Изначально он был завербован для работы в США по программе Операция «Беспросветность» (англ. Operation Overcast), позднее ставшей известной под названием Операция «Скрепка».

## Карьера в США

### Армия США
20 июня 1945 года госсекретарь США одобрил переезд фон Брауна и его сотрудников в Америку, но до 1 октября 1945 года об этом не объявлялось в открытую. Браун вошёл в число тех учёных, для которых Объединённое агентство по целям разведки (англ. Joint Intelligence Objectives Agency, JIOA) США создало фиктивные биографии и удалило упоминания о членстве в НСДАП и о связях с нацистским режимом из открытых записей. «Отмыв» их от нацизма, американское правительство таким образом дало учёным гарантии безопасности для работы в США. Название операции «Скрепка» (англ. Paperclip) произошло от скрепок, которыми прикреплялись новые биографии учёных к их личным делам «государственных научных деятелей США».

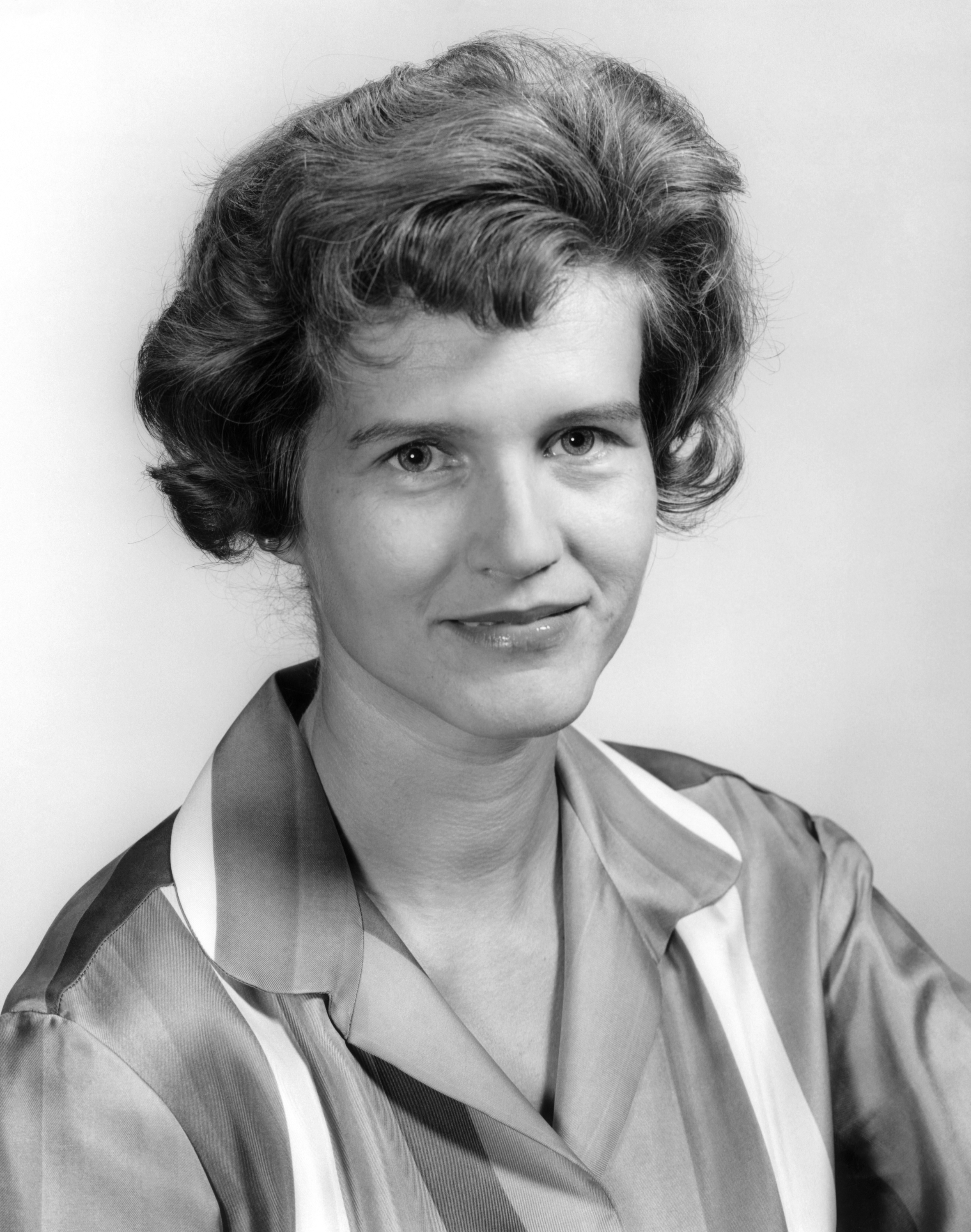
Мария фон Браун, жена Вернера фон Брауна

Первые семь специалистов прибыли в Соединённые Штаты на военный аэродром в Ньюкасле, штат Делавэр, 20 сентября 1945 года. Затем они перелетели в Бостон и на лодке доставлены на базу разведывательного управления армии США в форте Стронг в Бостонской бухте. Затем все кроме Брауна прибыли на Абердинский испытательный полигон в штате Мэриленд, чтобы разобрать взятые в Пенемюнде документы. Эти документы должны были позволить учёным продолжить эксперименты с ракетами.
В конце концов, фон Браун и оставшаяся часть его команды из Пенемюнде прибыли в свой новый дом в Форт Блисс, штат Техас, на крупную базу американской армии к северу от Эль-Пасо. Фон Браун позднее писал, что ему было трудно вызвать в себе «искреннюю эмоциональную привязанность» к своему новому окружению. Его главный инженер-конструктор Вальтер Ридель стал героем опубликованной в декабре 1946 года статьи «Немецкий учёный утверждает, что американская еда безвкусная, а курица похожа на резину». Материал вскрыл присутствие команды фон Брауна в США, что стало поводом для критики со стороны Альберта Эйнштейна и Джона Дингелла. Просьбы немцев как-то улучшить условия жизни, например, постелить линолеум на покрытый трещинами деревянный пол, отвергались. Фон Браун отмечал: «…в Пенемюнде нас баловали, а тут мы считали каждый пенни…». Когда ему было 26, фон Браун руководил работой тысяч инженеров, а теперь он подчинялся «прыщавому» 26-летнему майору Джиму Хемиллу, у которого было только незаконченное инженерное образование. Его подчинённые-немцы обращались к нему «герр профессор», а Хемилл обращался к нему «Вернер». Запросы Брауна о дополнительных ресурсах он оставлял без ответа, а любое предложение, касающееся новых идей о ракетах, отвергалось.

## Послевоенное время

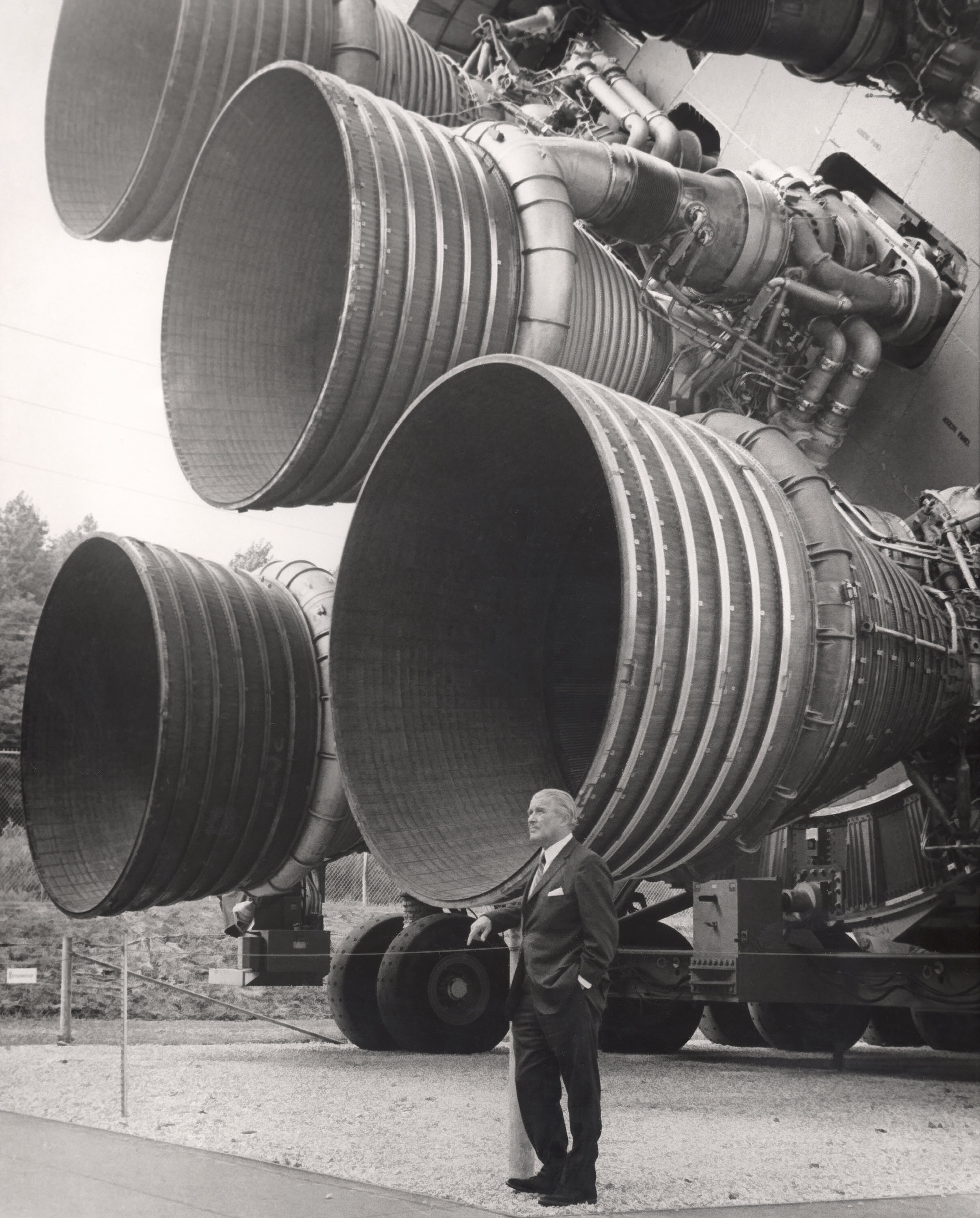
Вернер фон Браун рядом со своим детищем — космическим носителем «Сатурн-5».

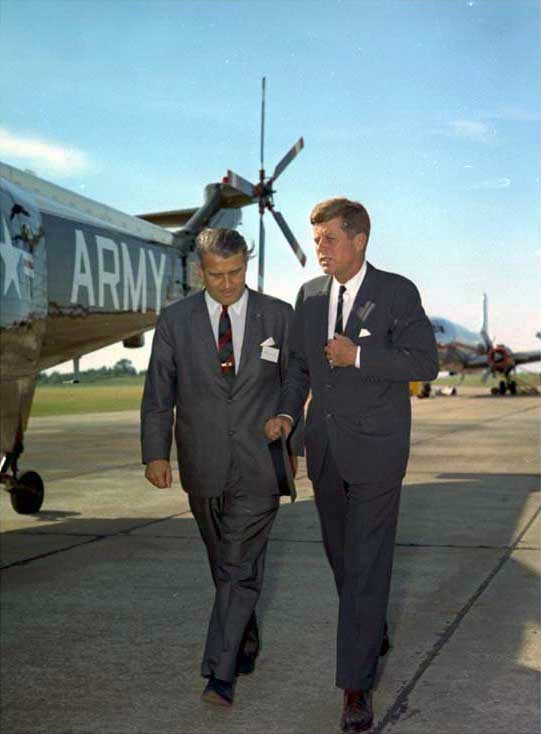
Фон Браун и президент Джон Кеннеди. 19 мая 1963 года

Несмотря на то, что группа разработчиков во главе с фон Брауном вместе с документацией сдалась американцам, это не помешало советским инженерам восстановить большую часть чертежей по оставшимся деталям. Ракетные двигатели из Пенемюнде стали прообразом советских двигателей для ракет Р-1, Р-2, Р-5.
Сам фон Браун в США возглавил Службу проектирования и разработки вооружения армии в Форт-Блиссе (штат Техас). С 1950 года работал в Редстоунском арсенале в Хантсвилле (штат Алабама). 11 сентября 1955 года получил американское гражданство. В США фон Брауну поручили разработку только ракет малой дальности. Контракт на космический спутник получили конкуренты — ВМС США.
С 1956 года фон Браун — руководитель программы разработки межконтинентальной баллистической ракеты «Редстоун» (а также ракет на его основе — «Юпитер-С» и «Юнона») и спутника серии «Эксплорер». После запуска советских спутников ему было разрешено запустить свою «Юнону», но только после пробного запуска ракеты ВМС, которая смогла подняться только на один метр. Таким образом, спутник фон Брауна был запущен с опозданием в один год.

С 1960 года фон Браун — член Национального управления США по аэронавтике и исследованию космического пространства (NASA) и директор Центра космических полётов NASA. Руководитель разработок ракет-носителей серии «Сатурн» и космических кораблей серии «Аполлон».
Несмотря на внимание к космическим полётам, которое стали уделять власти США после запуска СССР первого искусственного спутника Земли в 1957 году, первым человеком в космосе в 1961 г. снова стал не американец. Полёт Юрия Гагарина подтолкнул Джона Кеннеди к программной речи, в которой он заявил, что для престижа нации необходимо обеспечить высадку американского астронавта на Луну до 1970 года. Вернер фон Браун стал руководителем лунной программы США.
16 июля 1969 года ракета-носитель «Сатурн-5» с космическим кораблём «Аполлон-11» стартовала с космодрома на мысе Канаверал. 
20 июля 1969 года Нил Армстронг, командир «Аполлона-11», стал первым человеком на Земле, ступившим на лунную поверхность. За этот полёт фон Браун был награждён медалью НАСА «За выдающуюся службу».
С января 1970 года — заместитель помощника администратора НАСА по планированию, с 1972 года работал в промышленности на посту вице-президента фирмы «Фэрчайлд спейс индастриз» в Джермантауне, штат Мэриленд.
Его проектам лунной станции не суждено было реализоваться в связи со свёртыванием борьбы двух держав (США и СССР) за приоритет в освоении Луны. Результаты его работы стали мощной основой для покорения космоса другими конструкторами ракетной техники.

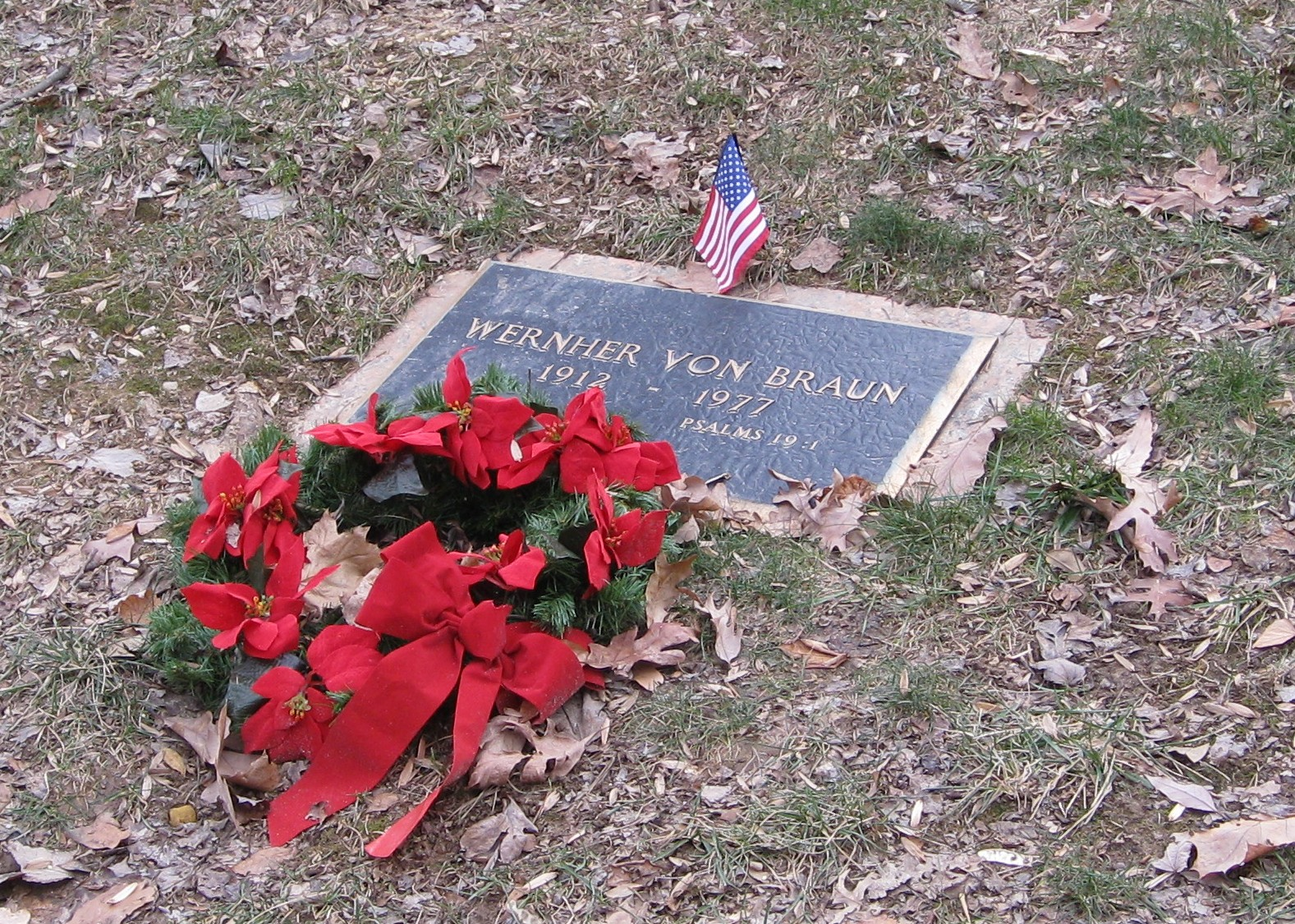
Надгробие на могиле Вернера фон Брауна на кладбище Айви-Хилл в городе Александрия, штат Виргиния.

## Смерть
После ухода из НАСА в 1972 году прожил всего пять лет и умер от рака поджелудочной железы в Александрии, штат Вирджиния, в возрасте 65 лет. Похоронен на местном кладбище Айви-Хилл.

## Память
- В 1994 году Международный астрономический союз присвоил имя Вернера фон Брауна кратеру на видимой стороне Луны.